# 兰陵公主 (东魏)
兰陵公主（?—?），河南郡洛阳县（今河南省洛阳市东）人，追尊魏平文帝拓跋郁律后裔，华山王元鸷之妹
太昌元年（532年）六月，柔然可汗阿那瓌为长子请尚北魏的公主。永熙二年（533年）四月，魏孝武帝以范阳王元诲长女琅邪公主许嫁，没有成婚，魏孝武帝入关中。高欢在把常山王元騭妹乐安公主许嫁，改为兰陵公主。 阿那瓌以一千匹马为娉礼迎公主，魏孝静帝命宗正元寿送公主往北。阿那瓌又把女儿蠕蠕公主嫁给了高欢。